# Dalibor Roháč
Dalibor Roháč est un politologue conservateur, europhile et mondialiste. Il est chercheur à l'Institut américain des affaires et de la recherche sur les politiques publiques (AEI) depuis 2015,. Il fut analyste politique au Cato Institute et avant cela, économiste au Legatum Institute (en). Ses articles sont publiés dans l'American Interest, la revue Politico, et ainsi que dans le Washington Examiner. Alberto Mingardi, directeur général du Bruno Leoni Institute (en), décrit Roháč comme « un bon observateur des questions européennes ».
Roháč est l'auteur de In Defense of Globalism,, et de l'ouvrage de réflexion sur les questions européennes Towards an Imperfect Union: A Conservative Case for the EU,.
Il soutient que « la prospérité mondiale est le résultat direct de la mondialisation ». Il affirme également que l'Union européenne est une force de paix et de prospérité qui, dans les faits, promeut les préceptes de l'école autrichienne d'économie du philosophe libéral radical Friedrich Hayek.